# Îles Ioniennes
Cet article traite des Îles Ioniennes historiques. Pour la région administrative, voir Îles Ioniennes (périphérie).
Pour les anciens États indépendants, voir République des Sept-Îles et République des îles Ioniennes.
Les îles Ioniennes (en grec : Ιόνια νησιά / Iónia nisiá ; en italien : Isole Ionie ; en vénitien : Ìxołe Jonie) sont un archipel de Grèce, le long des côtes occidentales.

## Toponymie
On ne connaît pas l'étymologie du mot Ionien (grec moderne : Ιόνιο avec omicron), qui n'a pas de lien avec la province de Ionie (Ιωνία avec oméga) en Asie Mineure. Le poète Eschyle dans Prométhée a donné une explication selon laquelle le nom viendrait de la déesse Io qui, changée en vache, aurait traversé à la nage la mer Ionienne qui baigne ces îles, mais cette explication n'a pas de fondement.
Dès l'époque de la domination vénitienne, on trouve également l’Heptanèse, du grec Επτάνησα (Eptánisa), forgé autour du grec ἑπτά (heptá, « sept ») et du grec moderne νησιά (« îles »).

## Géographie
Les îles sont réparties sur trois mers : en mer Adriatique pour les îles Diapontiques, en mer Ionienne pour six des îles principales et en mer Égée pour Cythère et Anticythère. L'archipel commence au sud de l'Albanie, se poursuit le long des côtes de l'Épire et de la Grèce-Occidentale, et s'achève au large des côtes occidentales du Péloponnèse. Une partie d'entre elles constitue aujourd'hui la périphérie des îles Ioniennes.
Les îles Ioniennes sont composées de sept îles principales près des côtes occidentales de la Grèce, ce qui leur a donné le nom de Sept-Îles ou Heptanèse (Επτάνησα / Eptánisa), ainsi que de plusieurs îles mineures, dont, du nord au sud, Sazan (Σάσων / Sáson), les îles Diapontiques, les îles Échinades et les Strophades.
Les sept îles principales sont, du nord au sud :
- Corfou (Κέρκυρα (Kérkyra)), capitale Corfou ;
- Paxos (Παξοί), capitale Gáios (Γάιος) ;
- Leucade (Λευκάδα), anciennement Sainte-Maure (Αγία Μαύρα), capitale : Leucade ;
- Céphalonie (Κεφαλονιά), capitale : Argostoli (Αργοστόλι) ;
- Ithaque (Ιθάκη, anciennement Θεάκι (Theáki)), capitale : Vathy (Βαθύ) ;
- Zante (Ζάκυνθος (Zákynthos)), capitale : Zante ;
- Cythère (Κύθηρα), anciennement Cerigo (Τσιρίγο), capitale Cythère, rattachée par convention aux îles Ioniennes.

On distingue :
- au sens strict la périphérie des îles Ioniennes, qui contient six des sept îles principales ;
- au sens large, l'archipel des îles Ioniennes, constitué des mêmes îles auxquelles on ajoute en général Cythère et Anticythère, aujourd'hui rattachées administrativement à l'Attique, enfin Sazan, aujourd'hui albanaise.

La végétation y est abondante, avec des forêts, grâce à un climat doux et relativement humide.

## Histoire

### Grèce antique
D'après l'Odyssée d’Homère, Ulysse était roi d’Ithaque.
En 31 av. J.-C. a lieu la bataille navale d'Actium près de l'île de Leucade. Le nom de la mer Ionienne vient de la mortelle Io qui lui a donné son nom.

### Grèce médiévale
Au Haut Moyen Âge, l'Empire byzantin administre les îles Ioniennes au sein du thème maritime de Céphalonie.
À partir du XIe siècle, les îles subissent les assauts des Normands de Sicile, qui créent en 1185 le comté palatin de Céphalonie et Zante, État qui subsistera jusqu'en 1479.
À partir de la quatrième croisade (1204), la république de Venise prend progressivement le contrôle de toutes les îles Ioniennes :
- Cythère passe par mariage en 1238 au noble vénitien Marco Venier (en)[2] puis est transmise dans sa famille et passe sous l'administration d'un gouverneur de la République en 1363[3],[4]. Elle avait été reconquise temporairement par les Byzantins entre 1269 et 1310.
- Corfou, brièvement vénitienne après 1204, contrôlée ensuite par le despotat d'Épire puis les Angevins du royaume de Naples, se place définitivement sous le contrôle de Venise en 1386.
- Zante et Céphalonie, après une courte occupation turque à la suite de la chute du comté palatin en 1479, sont acquises par Venise, la première échangée par traité en 1484, la deuxième conquise en 1500 (en)
- Leucade, seule île de l'archipel à être longuement occupée par l'Empire ottoman à partir de 1479, est finalement saisie en 1684 par Francesco Morosini au début de la guerre de Morée

Les îles Ioniennes sont les seules parties du territoire grec à échapper à l'occupation ottomane, à l'exception de Leucade. Pendant cette période, les hautes classes de la société deviennent italophones (ils parlaient plutôt le dialecte vénitien). Cependant, la majorité de la population reste attachée à la langue et à la culture grecques, ainsi qu'à la religion orthodoxe.

### Grèce moderne

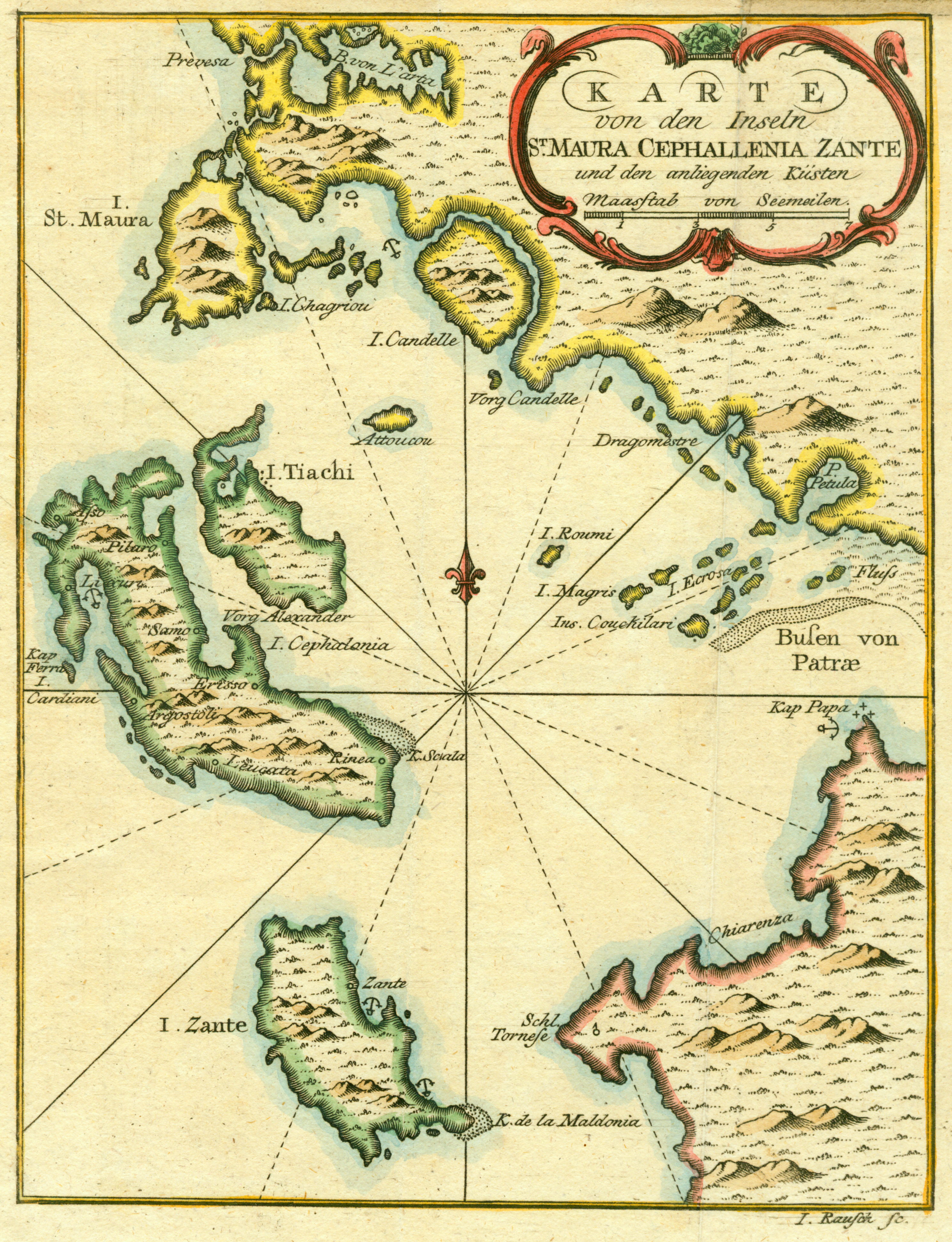
Carte des îles Leucade, Céphalonie et Zante, réalisée par Jacques-Nicolas Bellin en 1797.

Lors de l'émergence du nationalisme grec au XVIIIe siècle, les îles Ioniennes deviennent un refuge pour les intellectuels et combattants indépendantistes, ainsi que leurs sympathisants.
L'annexion des îles par la France révolutionnaire en 1797 lors de la signature du traité de Campo-Formio, entraîne la création par celle-ci de trois départements français de Grèce baptisés : Corcyre, Ithaque et Mer-Égée. Ces derniers sont conquis par les forces russo-ottomanes commandées par Fiodor Ouchakov en 1798 et 1799, et supprimés de jure en 1802.

Drapeau de la république des Sept-Îles (1800-1815).

Du 2 avril 1800 au 20 juillet 1807, l'archipel forme un protectorat de facto de l'Empire russe, sous le nom de « république des Sept-Îles », premier État indépendant du monde grec moderne. En 1807, la Russie cède le contrôle des îles à la France par le traité de Tilsit. 

Drapeau de la république des îles Ioniennes (1815-1864).

Occupées en majeure partie par les Britanniques dès 1809 (à l'exception de Corfou, bloquée jusqu'en 1814), les îles Ioniennes sont attribuées au Royaume-Uni (formellement, aux Puissances victorieuses de Napoléon) sous la forme d'un protectorat par le traité de Paris le 5 novembre 1815. 
Les Britanniques dénomment le protectorat « république des îles Ioniennes » et lui attribuent une constitution. Les îles Ioniennes disposent d'un Sénat de 1799 à 1864. Elles sont rétrocédées à la Grèce le 21 mai 1864 et annexées le 2 juin.
Dès 1866, la province de Cythère (el), formée des îles de Cythère et Anticythère, est détachée administrativement des îles Ioniennes et rattachée à la Laconie (1866-1868, 1899-1909), l'Arcadie (1868-1899, 1909-1964), au Pirée (1964-2010) puis au district régional des îles de l'Attique, depuis 2011.
L'île de Sazan, cédée à la Grèce en 1864 en même temps que le reste de la république des îles Ioniennes, est évacuée par la Grèce en 1913, à la fin de la deuxième guerre balkanique, en même temps que l'Épire du Nord. Brièvement albanaise, elle devient italienne de 1914 à 1947, et appartient depuis à nouveau à l'Albanie.
En 1941-1943, les îles sont occupées par l'Italie, puis subissent une occupation allemande au cours de laquelle la population juive de Grèce est déportée et anéantie ; elles sont également le lieu du massacre de la division Acqui.